# SC Union Ohligs
SC Union Ohligs was een Duitse voetbalclub uit Ohligs, een ortsteil van Solingen, Noordrijn-Westfalen.

## Geschiedenis
Op 3 september 1949 fusserden VfR Ohligs, Ohligser FC 06 en VfL Ohligs 12 tot de nieuwe club SC Union Ohligs. VfL Ohligs werd op 21 augustus 1912 opgericht als BV Adler Ohligs en fuseerde in 1921 met TV 88 Ohligst tot TBV Ohligs, maar reeds in 1922 werd de fusie ongedaan gemaakt. In 1945 fuseerde BV Adler met VfL Ohligs tot VfL Ohligs 12. VfR Ohligs was de succesvolste voorganger en speelde in 1940/41 in de Gauliga Niederrhein, ook voor de invoering van de Gauliga was de club enkele seizoenen actief op het hoogste niveau. Het hoogste niveau van Ohligser FC was de tweede klasse, waar ze in 1948 naar promoveerden.
De fusieclub ging in de II. Division West spelen, de tweede klasse onder de Oberliga West. De club eindigde steevast onderaan de tabel. Een twaalfde plaats in 1952 was de beste notering, maar doordat de twee groepen werden samengevoegd dat jaar degradeerde de club. In de derde klasse draaide de club mee in de subtop maar kon zich in 1956 wel niet plaatsen voor de Verbandsliga, die nu de derde klasse werd. In 1963 promoveerde de club, maar degradeerde meteen weer terug en ging een jaar later zelfs nog dieper naar de Bezirksliga. Union keerde meteen terug naar de Landesliga en kon in 1969 opnieuw promoveren naar de Verbandsliga. Al in het eerste seizoen eindigde de club derde.
In 1973 werd de club met één punt voorsprong op VfB 06/08 Remscheid kampioen. In de promotieronde naar de Regionalliga West werd de club slechts derde achter Rot-Weiß Lüdenscheid en SC Viktoria Köln. Echter doordat Rot-Weiss Essen en SC Fortuna Köln naar de Bundesliga promoveerden en er met Rot-Weiß Oberhausen slechts één club terug naar de Regionalliga degradeerde mocht de club tot naar de Regionalliga promoveren.
Op 15 april 1974 nam de club de naam OSC Solingen aan na een investering van de stad Solingen. Op 24 juli 1974 fuseerde de club met VfL Solingen-Wald tot SG Union Solingen.